# Jul i Pengalösa
Jul i Pengalösa (originaltitel: A Christmas For Shacktown) är en Kalle Anka-historia av Carl Barks från 1951.